# Pincé
Pincé település Franciaországban, Sarthe megyében. Lakosainak száma 191 fő (2022. január 1.). Pincé Solesmes, Saint-Denis-d’Anjou, Courtillers, Précigné és Sablé-sur-Sarthe községekkel határos.

## Népesség
A település népességének változása:
| Lakosok száma | 195  | 195  | 198  | 193  | 192  | 191  | 190  | 189  | 191  |
|               | 2013 | 2015 | 2016 | 2017 | 2018 | 2019 | 2020 | 2021 | 2022 |